# تاناسيس أندروتسوس
تاناسيس أندروتسوس (باليونانية: Θανάσης Ανδρούτσος)‏ (6 مايو 1997 بماروسي في اليونان - ) هو لاعب كرة قدم يوناني في مركز الوسط.

## مسيرته الكروية
لعب تاناسيس أندروتسوس خلال مسيرته الاحترافية مع نادِ واحدٍ في ثلاثة مواسم وسجل خلالها هدفًا وحيدًا ضمن 33 مباراة. ولم يفز بأي موسم بالكأس وفاز موسم واحد بالدوري.
خاض تاناسيس أندروتسوس مسيرته مع نادي أولمبياكوس في موسم 2016–17 واستمر معه طيلة ثلاثة مواسم، مشاركًا في 33 مباراة سجل خلالها هدفًا واحدًا.

## وصلات خارجية
- تاناسيس أندروتسوس على موقع الاتحاد الدولي (مؤرشف)  (الإنجليزية)
- تاناسيس أندروتسوس على موقع الاتحاد الأوربي (الإنجليزية)
- تاناسيس أندروتسوس على موقع إي إس بي إن إف سي (الإنجليزية)
- تاناسيس أندروتسوس على موقع قاعدة بيانات كرة القدم.إي يو (الإنجليزية)
- تاناسيس أندروتسوس على موقع ناشيونال فوتبول تيمز (الإنجليزية)
- تاناسيس أندروتسوس على موقع Soccerway.com (الإنجليزية)
- تاناسيس أندروتسوس على موقع AS.com (الإسبانية)